# Contre-la-montre par équipes féminin aux championnats du monde de cyclisme sur route 2015
Navigation
Ponferrada 2014 Doha 2016
Le contre-la-montre par équipes féminin aux championnats du monde de cyclisme sur route 2015 a eu lieu le 21 septembre 2015 à Richmond, aux États-Unis.
Le titre a été remporté pour la quatrième fois consécutive par la formation allemande Velocio-SRAM (anciennement dénommée Specialized-Lululemon).

## Participation
Les équipes occupant les vingt-cinq premières places du classement UCI par équipes au 15 août reçoivent une invitation pour ce championnat. Chaque équipe peut inscrire neuf coureuses, dont six disputent la course. Les coureuses doivent être issues de l'effectif de l'équipe (les stagiaires ne sont pas éligibles). Deux équipes américaines sont également invitées.

## Programme
Les horaires sont ceux de l'Eastern Daylight Time (UTC+4)
| Date              | Horaire         |                                      |
| ----------------- | --------------- | ------------------------------------ |
| 20 septembre 2015 | 11 h 30-12 h 55 | Contre-la-montre par équipes féminin |

## Primes
L'UCI attribue un total de 49 531 € aux cinq premières équipes de l'épreuve.
| Position | 1er      | 2e      | 3e      | 4e      | 5e      | Total    |
| Montant  | 10 666 € | 6 666 € | 4 166 € | 2 500 € | 1 666 € | 49 531 € |

## Classement

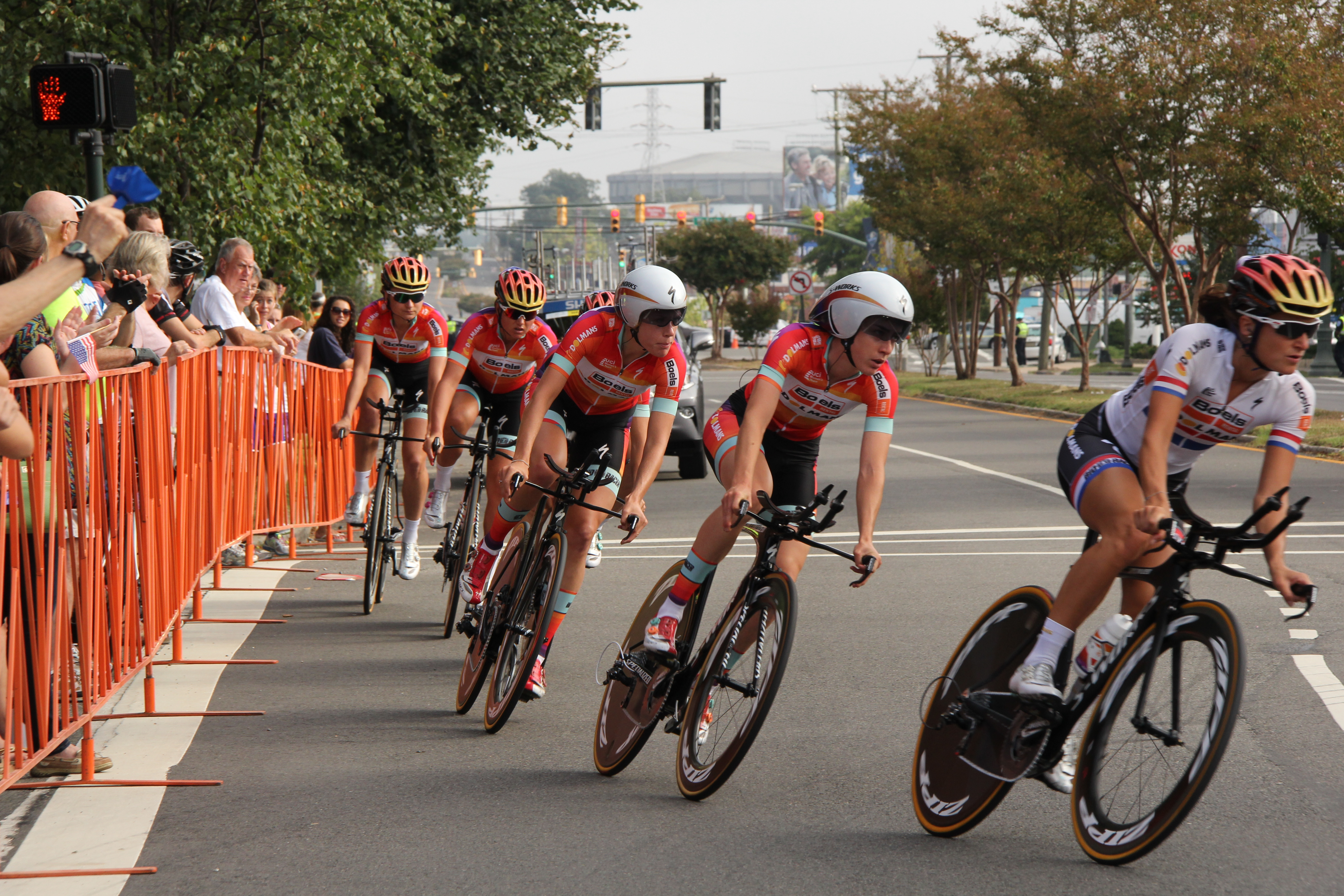
Boels Dolmans (deuxième)

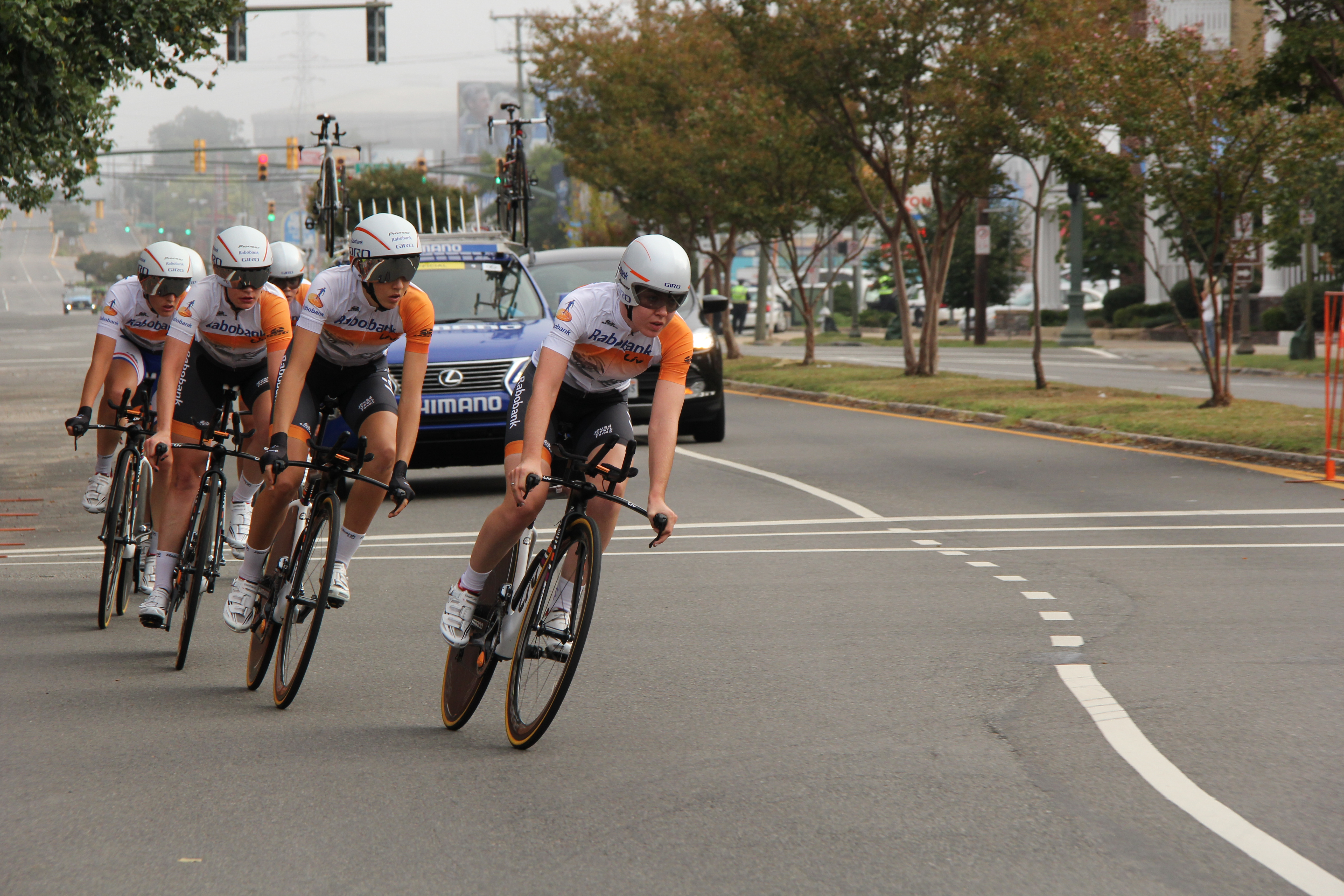
Rabo-Liv (troisième)

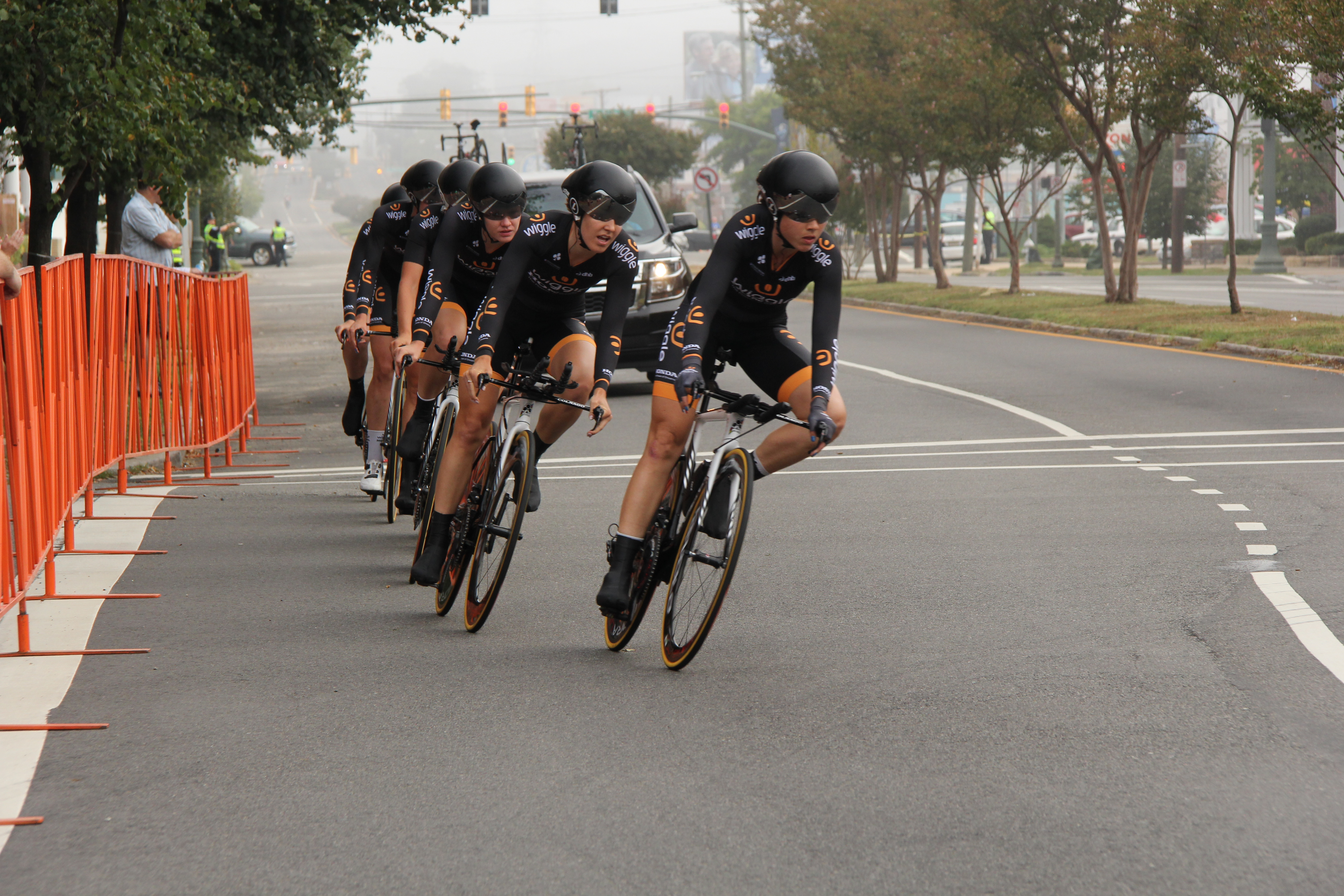
Wiggle Honda (quatrième)

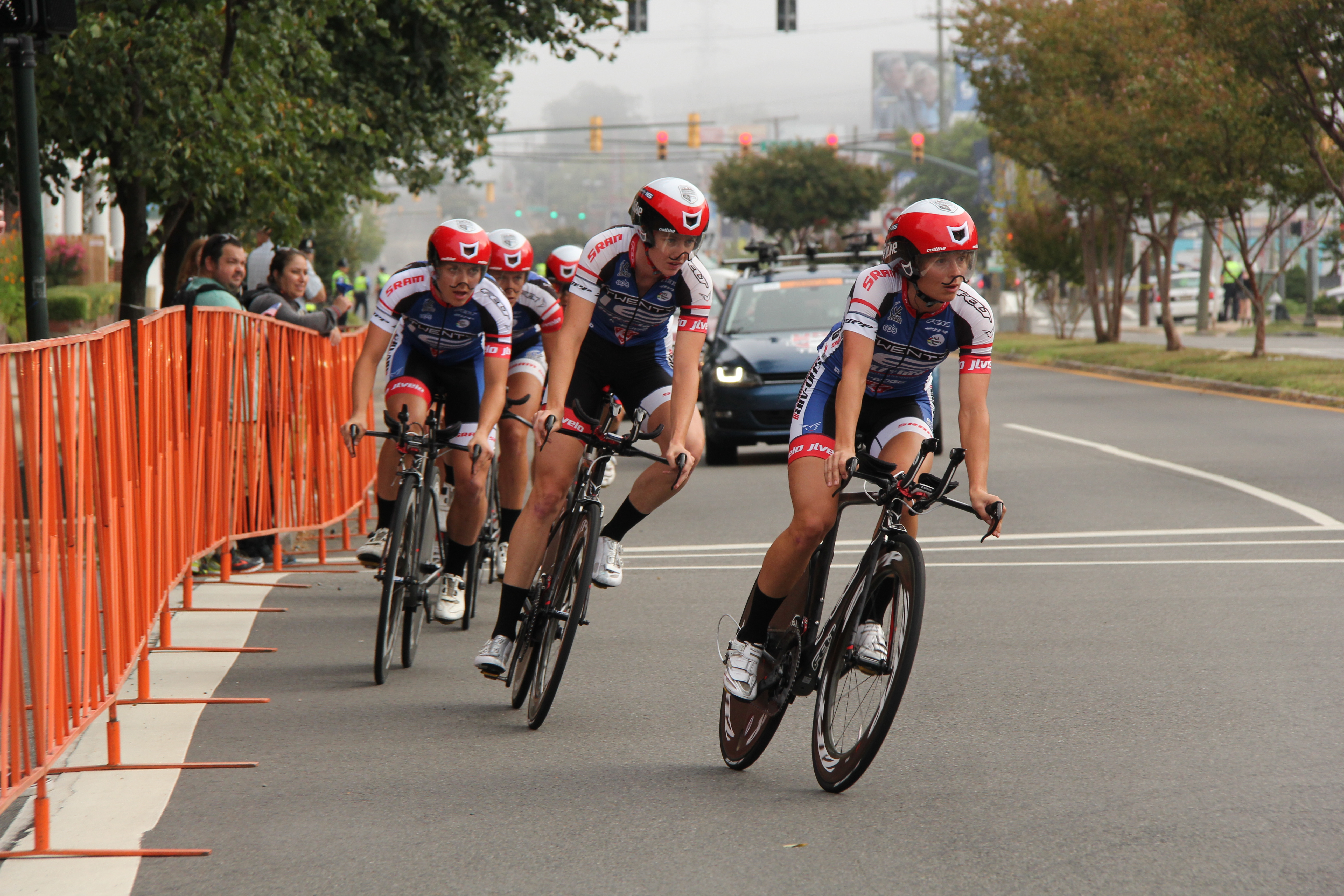
Twenty16 p/b Sho-Air (cinquième)

| #  | Équipe                            | Coureuses | Temps           |
| -- | --------------------------------- | --- | --------------- |
| 1  | Velocio-SRAM                      | Alena Amialiusik (BLR) Lisa Brennauer (GER) Karol-Ann Canuel (CAN) Barbara Guarischi (ITA) Mieke Kröger (GER) Trixi Worrack (GER)         | 47 min 35 s 72  |
| 2  | Boels Dolmans                     | Lizzie Armitstead (GBR) Chantal Blaak (NED) Christine Majerus (LUX) Katarzyna Pawłowska (POL) Evelyn Stevens (USA) Ellen van Dijk (NED)   | + 6 s 66        |
| 3  | Rabo Liv Women                    | Lucinda Brand (NED) Thalita de Jong (NED) Shara Gillow (AUS) Roxane Knetemann (NED) Katarzyna Niewiadoma (POL) Anna van der Breggen (NED) | + 56 s 12       |
| 4  | Wiggle Honda                      | Audrey Cordon (FRA) Jolien D'Hoore (BEL) Annette Edmondson (AUS) Emilia Fahlin (SWE) Dani King (GBR) Elisa Longo Borghini (ITA)           | + 1 min 10 s 15 |
| 5  | Twenty16-Sho-Air                  | Allie Dragoo (USA) Andrea Dvorak (USA) Lauren Hall (USA) Alison Jackson (CAN) Lauren Komanski (USA) Leah Thomas (USA)                     | + 2 min 04 s 88 |
| 6  | UnitedHealthcare                  | Laura Brown (CAN) Rushlee Buchanan (NZL) Cari Higgins (CAN) Linda Villumsen (NZL) Ruth Winder (USA)                                       | + 2 min 50 s 66 |
| 7  | Orica-AIS                         | Gracie Elvin (AUS) Katrin Garfoot (AUS) Sarah Roy (AUS) Amanda Spratt (AUS) Macey Stewart (AUS) Lizzie Williams (AUS)                     | + 2 min 53 s 71 |
| 8  | BTC City Ljubljana                | Polona Batagelj (SVN) Eugenia Bujak (POL) Corinna Lechner (GER) Olena Pavlukhina (AZE) Urša Pintar (SVN) Martina Ritter (AUT)             | + 3 min 02 s 93 |
| 9  | Optum-Kelly Benefit Strategies    | Amy Charity (USA) Jasmin Glaesser (CAN) Leah Kirchmann (CAN) Alison Tetrick (USA) Brianna Walle (USA)                                     | + 3 min 20 s 61 |
| 10 | Hitec Products                    | Charlotte Becker (GER) Miriam Bjørnsrud (NOR) Tatiana Guderzo (ITA) Cecilie Gotaas Johnsen (NOR) Lauren Kitchen (AUS) Emilie Moberg (NOR) | + 3 min 31 s 69 |
| 11 | TIBCO-SVB                         | Alizée Brien (CAN) Emily Collins (NZL) Kathrin Hammes (GER) Joanne Kiesanowski (NZL) Kendall Ryan (USA) Lauren Stephens (USA)             | + 3 min 59 s 10 |
| 12 | Pepper Palace p/b The Happy Tooth | Sarah Caravella (USA) Lauren De Crescenzo (USA) Julie Emmerman (USA) Amy Phillips (USA) Tina Pic (USA) Amber Pierce (USA)                 | + 5 min 23 s 07 |
| 13 | BMW p/b Happy Tooth Dental        | Lindsay Bayer (USA) Kathryn Bertine (SKN) Breanne Nalder (USA) Shoshauna Routley (CAN) Jessica Uebelhart (SUI)                            | + 6 min 38 s 02 |